# Цирк Кроне

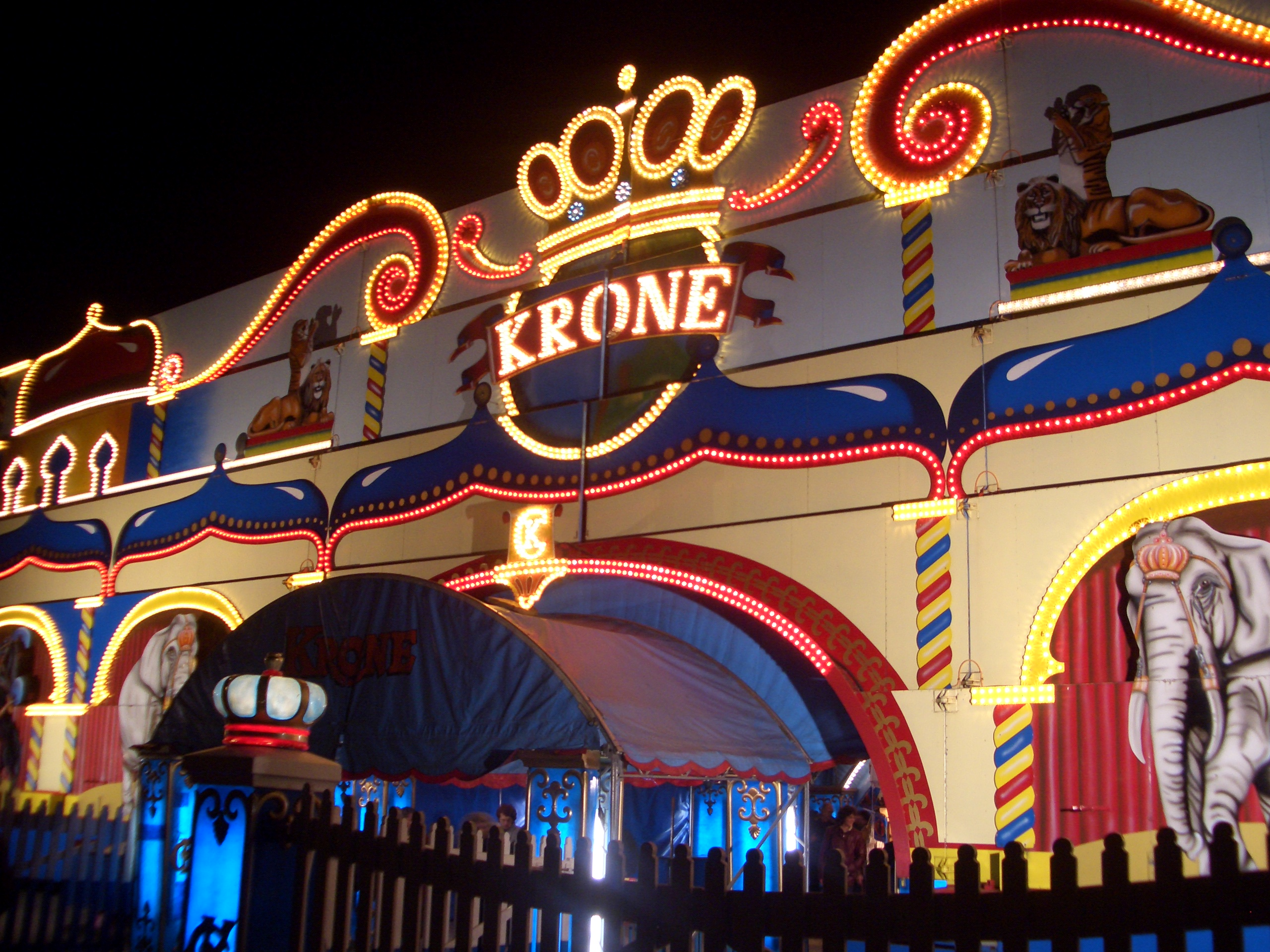
Вход в цирк Кроне

Цирк Кроне (нем. Circus Krone) — один из крупнейших цирков в Европе. Был основан Карлом Кроне (нем. Carl Krone) в 1905 году.
Цирк имеет шатëр на 5000 мест, площадью 48 х 64 метров и купол высотой 14 метров. Он охватывает площадь около 3000 квадратных метров. С 1919 года цирк имеет постоянное месторасположение в Мюнхене на Марсштрассе, и таким образом является одним из немногих западноевропейских цирков с постоянной штаб-квартирой. Прилегающая к помещению цирка улица в 1967 году, по инициативе обер-бургомистра города Ханс-Йохена Фогеля (нем. Hans-Jochen Vogel), была переименована в Циркус-Кроне-штрассе (нем. Zirkus-Krone-Straße).
Цирк имеет также свою инфраструктуру в городе: школы, мастерские, кухни, частную пожарную, генераторы и многое другое.

## История

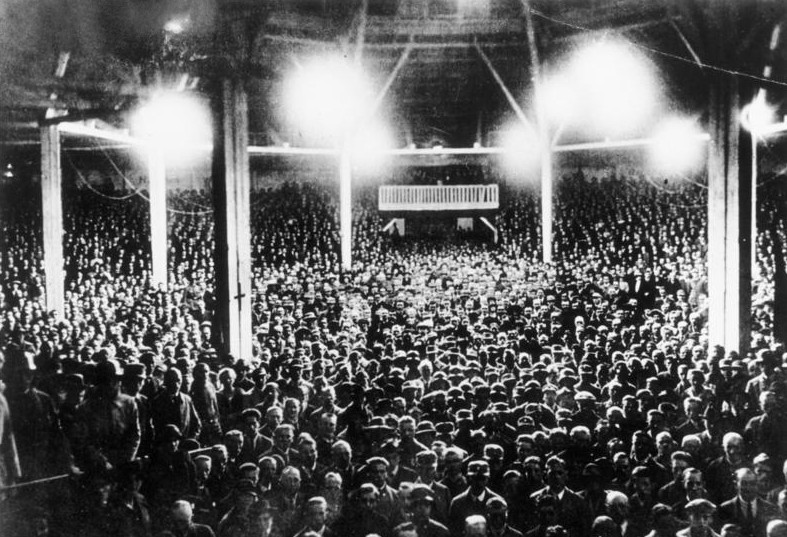
Цирк Кроне во время выступления А. Гитлера. 1925

Цирк Кроне ведёт свою историю с 1870 года, когда Карл Кроне-Старший создал странствующий зверинец «Континенталь», с которым он колесил по всей Европе. Карл Кроне-Старший стал при жизни известен как «король немецкого цирка». После официального создания цирка Кроне Карлом Кроне-младшим в 1905 году в нём появились другие цирковые номера. Цирк Кроне стал пользоваться большой популярностью. Цирк имел с 1919 года свою постоянную штаб-квартиру в Мюнхене. Зал цирка с 1920 года начинает активно использовать лидер нацистской партии А. Гитлер. О своих первых выступлениях в цирке Кроне он напишет в 1924 году в своей книге Моя борьба. Карл Кроне умер в 1943 году. 12 ноября 1944 года в цирке Кроне, по случаю очередной годовщины пивного путча выступил по поручению отказавшегося по состоянию здоровья от поездки в Мюнхен Гитлера рейхсфюрер СС Г. Гиммлер. В конце Второй мировой войны здание сильно пострадало, и только после войны оно было снова восстановлено. В 1949 году цирк снова стал осуществлять гастроли в другие города.